# Gliptoteca

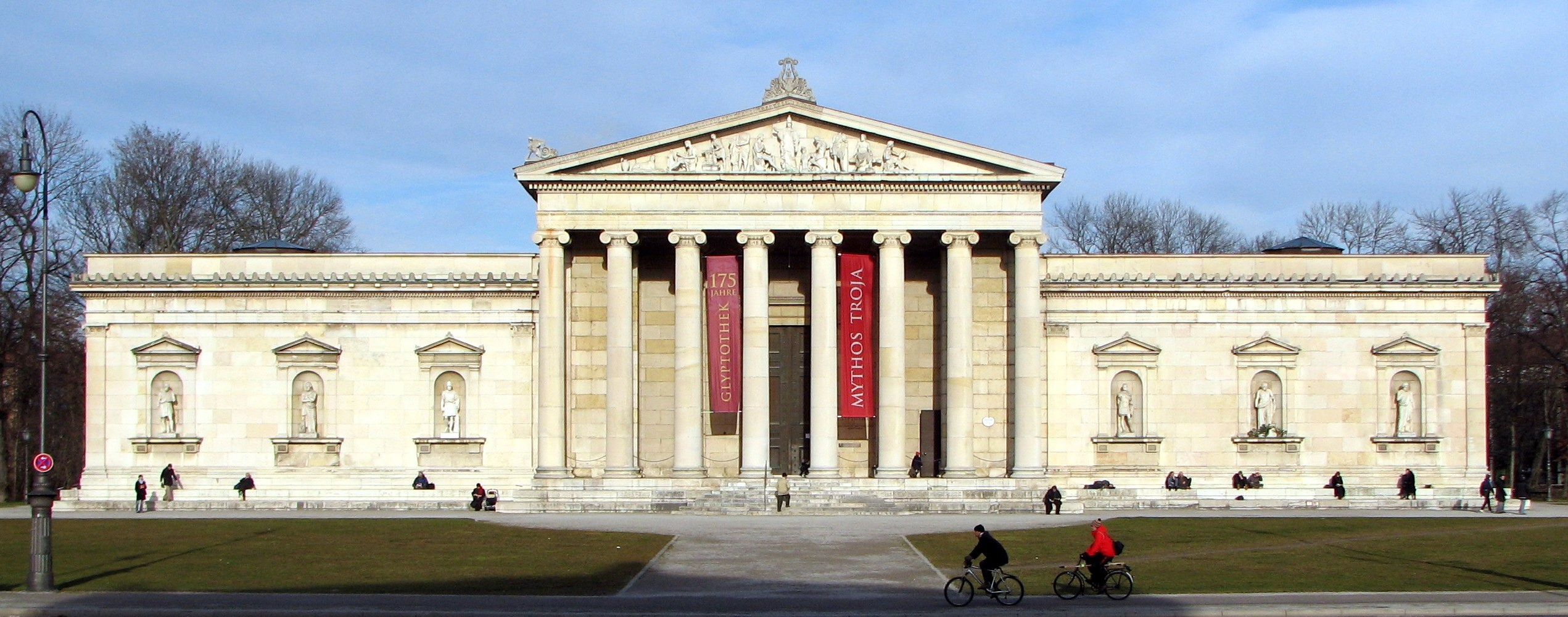
Gliptoteca de Múnic

Una gliptoteca és un museu dedicat a la conservació d'obres d'escultura en general, però més particularment de pedres fines gravades.
Marc Emili Escaure, home d'Estat romà que va morir l'any 87 aC, va ser el primer que va formar una col·lecció d'aquest tipus. Pompeu va seguir el seu exemple. Juli Cèsar va exposar al temple de Venus Gènitrix les pedres de què s'havia apoderat i que pertanyien a Mitridates. Marcel, fill adoptiu d'Octavi, va formar una altra col·lecció que va exposar al públic dins el temple d'Apol·lo Palatí.
Al segle xvi, els Mèdici van reunir una magnífica col·lecció de pedres gravades i aviat es va estendre l'afició i van trobar imitadors a la resta d'Europa.